# Irasema Dilian
Irasema Dilian, pseudonimo di Eva Irasema Warschalowska (Rio de Janeiro, 27 maggio 1924 – Ceprano, 16 aprile 1996), è stata un'attrice italiana.

## Biografia

### Gli inizi
Figlia di un diplomatico polacco, nacque a Rio de Janeiro dove il padre negli anni '20 rappresentava il suo Paese; giunse giovanissima a Roma dove si iscrisse al Centro sperimentale di cinematografia diplomandosi nel 1940. Esordì in un film del regista francese Marcel L'Herbier, Ecco la felicità. Notata da Vittorio De Sica, fu una delle studentesse di Maddalena... zero in condotta (1940) in cui, con il primo pseudonimo di Eva Dilian, ebbe un successo grandissimo per un ruolo che divenne il suo.

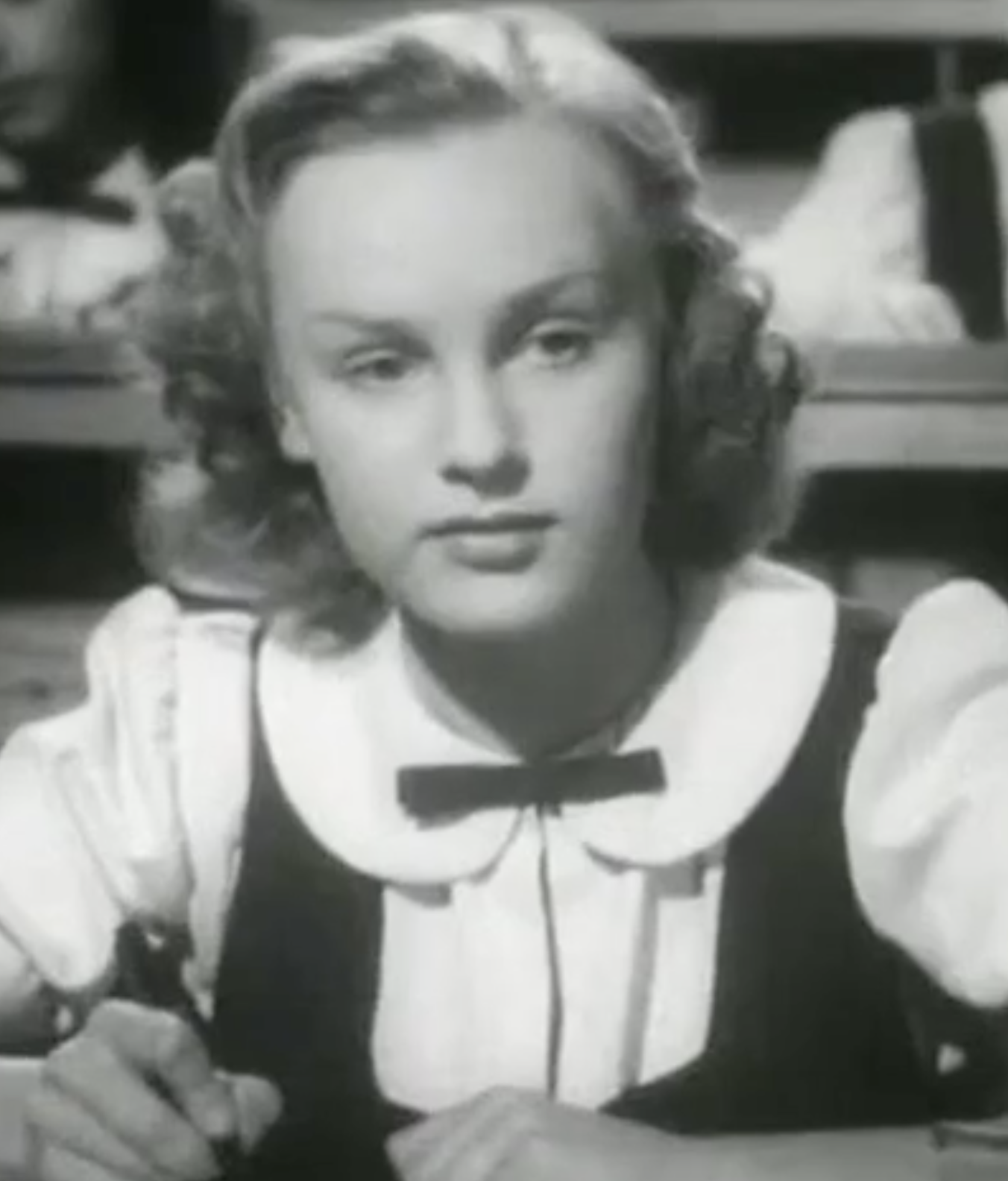
Irasema Dilian in Ore 9 lezione di chimica (1941)

Divenuta dopo quel film la privatista per eccellenza del cinema italiano dei telefoni bianchi, la Dilian fu una delle attrici più popolari degli anni '40, soprattutto nel ruolo di studentesse antipatiche ma al tempo stesso dotate di bellezza nelle premesse, rese comunque accattivanti dalla dolcezza interpretativa dell'attrice. Così fu anche nell'altro ruolo della poetessa svampita di Teresa Venerdì (1941), di nuovo per la regia di De Sica e stavolta a fianco di Adriana Benetti.
Dopo aver scelto definitivamente lo pseudonimo di Irasema Dilian, trovò la consacrazione in Ore 9: lezione di chimica (1941) di Mario Mattoli, accanto ad Alida Valli e Andrea Checchi, imponendosi al pubblico, soprattutto nel cuore degli spettatori maschi adolescenti, come la ragazza sensibile e sincera che tutti sognavano di sposare.

### Il successo
La Dilian recitò in film di grande successo come Violette nei capelli (1942) di Carlo Ludovico Bragaglia, I sette peccati (1942) di Ladislao Kish e Malombra (1942) di Mario Soldati, Fuga a due voci (1943), con Gino Bechi, ancora di Bragaglia.
Nel dopoguerra recitò in Aquila nera (1946) di Riccardo Freda, La figlia del capitano (1947) di Mario Camerini e Il corriere del re (1948) di Gennaro Righelli, film in costume. In questo periodo l'attrice, che aveva trovato, insieme ad altri divi italiani, un rifugio artistico in Spagna durante la R.S.I., tornò molto spesso nella penisola iberica a recitare in diversi film.
Sposatasi nel 1950 con Arduino Maiuri, in seguito quotato sceneggiatore, dopo il flop del film Donne senza nome (1949) si trasferì con il marito in Messico per girare Muchachas de Uniforme (1951), che ebbe uno straordinario successo e che la proiettò verso una fama insperata nel Paese Nord americano, nel quale rimase diversi anni contribuendo con altre attrici a creare quella che venne in seguito definita "l'epoca d'oro" del cinema messicano. Tra i vari film è da segnalare Cime tempestose (1954) di Luis Buñuel, forse l'unico film che il regista si pentì di girare.

### Ultimi anni
Nei primi anni sessanta, nonostante fosse ancora sulla cresta dell'onda, la Dilian si ritirò dal mondo dello spettacolo e tornò a vivere in Italia, mentre il marito Arduino Maiuri continuò la sua carriera di sceneggiatore. Dal loro matrimonio nacquero due figli, Coralla e Antonio. Morì a Ceprano (Frosinone) nel 1996.

## Filmografia

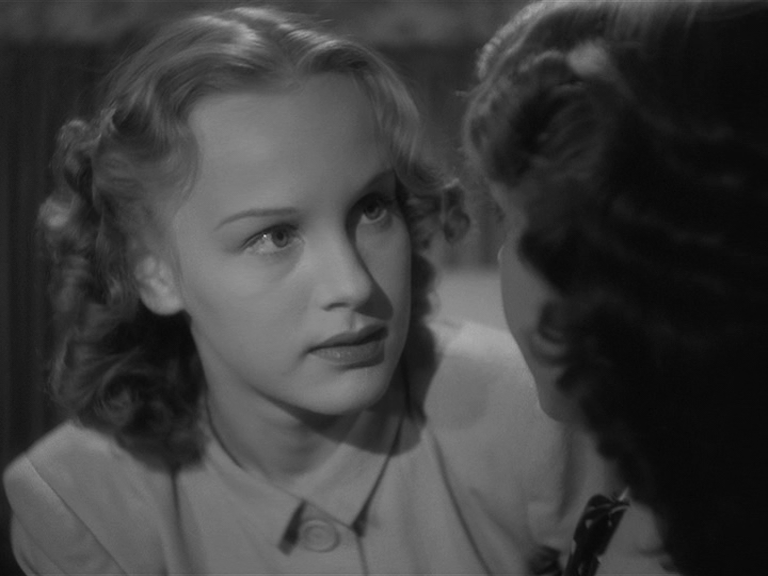
Irasema Dilian in Violette nei capelli (1941)

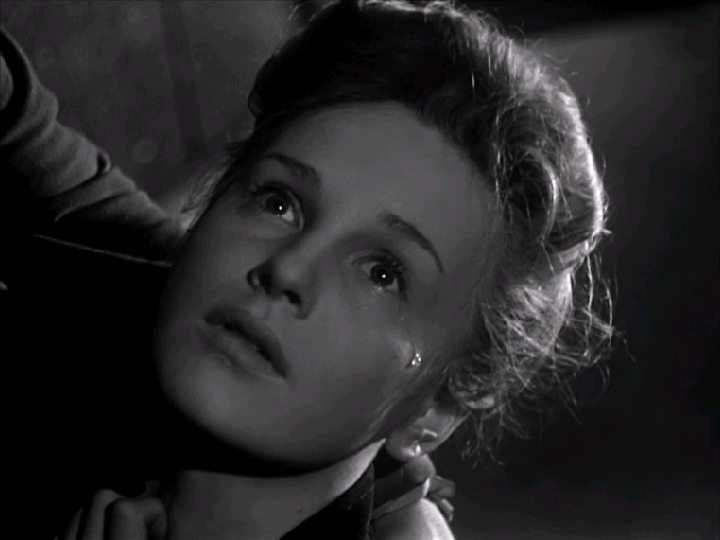
Irasema Dilian ne La figlia del capitano (1947)

- Ecco la felicità!, regia di Marcel L'Herbier (1940)
- Maddalena... zero in condotta, regia di Vittorio De Sica (1940)
- Teresa Venerdì, regia di Vittorio De Sica (1941)
- Ore 9: lezione di chimica, regia di Mario Mattoli (1941)
- Violette nei capelli, regia di Carlo Ludovico Bragaglia (1941)
- La principessa del sogno, regia di Roberto Savarese e Maria Teresa Ricci (1942)
- I sette peccati, regia di László Kish (1942)
- Malombra, regia di Mario Soldati (1942)
- Fuga a due voci, regia di Carlo Ludovico Bragaglia (1943)
- Tragico inganno (Un drama nuevo), regia di Juan de Orduña (1946)
- Cuando llegue la noche, regia di Jeronimo Mihura (1946)
- Cero en conducta, regia di Pedro Otzoup (1946)
- Aquila nera, regia di Riccardo Freda (1946)
- La figlia del capitano, regia di Mario Camerini (1947)
- Il corriere del re, regia di Gennaro Righelli (1948)
- 39 cartas de amor, regia di Francisco Rovira Beleta (1949)
- Il vedovo allegro, regia di Mario Mattoli (1949)
- Donne senza nome, regia di Géza von Radványi (1949)
- I bastardi (Né de père inconnu), regia di Maurice Cloche (1950)
- Angélica, regia di Alfredo B. Crevenna (1950)
- Muchachas de Uniforme, regia di Alfredo B. Crevenna (1951)
- Paraíso robado, regia di Julio Bracho (1951)
- La mujer que tu quieres, regia di Emilio Gómez Muriel (1952)
- La cobarde, regia di Julio Bracho (1953)
- Fruto prohibido, regia di Alfredo B. Crevenna (1953)
- Las infieles, regia di Alejandro Galindo (1953)
- Un minudo de bondad, regia di Emilio Gómez Muriel (1953)
- Historia de un abrigo de mink, regia di Emilio Gómez Muriel (1954)
- La desconocida, regia di C. Urueta (1954)
- Cime tempestose (Abismos de pasión), regia di Luis Buñuel (1954)
- Dos mundos y un amor, regia di Alfredo B. Crevenna (1954)
- Pablo y Carolina, regia di M. De la Selma (1955)
- Serenata messicana, regia di Roberto Rodríguez Ruelas (1955)
- Y si ella volviera, regia di Vicente Oroná (1956)
- La estrella del Rey, regia di Dino Maiuri e Luis María Delgado (1957)
- La muralla, regia di Luis Lucia Mingarro (1958)

## Doppiatrici italiane
- Lydia Simoneschi in Aquila Nera, La figlia del capitano
- Rosetta Calavetta in Fuga a due voci